# Ablemma malacca
Espèce
Ablemma malacca est une espèce d'araignées aranéomorphes de la famille des Tetrablemmidae.

## Distribution
Cette espèce est endémique de Singapour. Elle se rencontre dans la réserve naturelle du bassin central.

## Description
Le mâle holotype mesure 1,08 mm et la femelle paratype 1,10 mm.

## Étymologie
Son nom d'espèce lui a été donné en référence au lieu de sa découverte, le détroit de Malacca.

## Publication originale
- Lin, Koh, Koponen & Li, 2017 : Taxonomic notes on the armored spiders of the families Pacullidae and Tetrablemmidae (Arachnida, Araneae) from Singapore. ZooKeys, no 661, p. 15-60.